# Vincetoxicum nigrum
Vincetoxicum nigrum é uma espécie de planta com flor pertencente à família Asclepiadaceae. 
A autoridade científica da espécie é (L.) Moench, tendo sido publicada em Supplementum ad Methodum Plantas: a staminum situ describendi 313. 1802.
O seu nome comum é erva-contra-veneno.

## Portugal
Trata-se de uma espécie presente no território português, nomeadamente em Portugal Continental.
Em termos de naturalidade é nativa da região atrás indicada.

## Protecção
Não se encontra protegida por legislação portuguesa ou da Comunidade Europeia.